# Aventure de Catherine Crachat
Aventure de Catherine Crachat est un cycle de deux romans de Pierre Jean Jouve initialement parus séparément : Hécate (1928) et Vagadu (1931).

## Résumé rapide
- Le diptyque débute par Hécate (1928), qui conte l’histoire d’une star de cinéma, Catherine Crachat, cherchant son destin entre différents hommes et différentes femmes. On retient surtout la figure de Pierre Indemini, mathématicien, peintre et poète, et celle de la baronne Fanny Felicitas Hohenstein, la « femme fatale ». Comme Hécate, la déesse lunaire à laquelle elle est comparée, Catherine conduit à la mort ceux et celles qu’elle aime. Le roman peut aussi être lu comme une percutante chronique de la vie dans les milieux intellectuels, mondains, artistiques et féministes des années 1920 en Europe.
- Le second volet est Vagadu (1931) : moins qu’un roman, c’est une extraordinaire succession de scènes oniriques rêvées par Catherine lors du transfert qu’elle vit avec son psychiatre, le Docteur Leuven (où l'on peut reconnaître Rudolph Loewenstein, le célèbre psychiatre de Blanche Reverchon et Jacques Lacan ainsi qu'ami de Marie Bonaparte). Ce roman exploite explicitement la « matière psychanalytique » comme aucun roman ne l’avait fait auparavant.

### Éditions individuelles
- Hécate, Paris, Éditions de la Nouvelle Revue française (1928)
- Vagadu, Paris, Éditions de la Nouvelle Revue française (1931)
- Aventure de Catherine Crachat, Paris, Librairie Universelle de France, LUF, Egloff (1947), rééd. en un volume de Hécate et Vagadu
- Aventure de Catherine Crachat I, Hécate, Mercure de France, (1961). Réédité en Folio.
- Aventure de Catherine Crachat II, Vagadu, Mercure de France, (1963). Réédité en Folio.

### Édition collective
- Œuvres II, Paris, Mercure de France, 1987. Texte établi et présenté par Jean Starobinski, avec une note de Yves Bonnefoy et pour les textes inédits la collaboration de Catherine Jouve et de René Micha. Contient la version de 1961 et 1963 d' Aventure de Catherine Crachat.

### Éditions en collection de poche
- Hécate, suivi de Vagadu, L'Imaginaire/Gallimard, (2010).
- Aventure de Catherine Crachat I, Hécate, Folio, 1972.
- Aventure de Catherine Crachat II, Vagadu, Folio, 1989.

## Adaptations cinématographiques
- Aventure de Catherine C., 1990, adaptation pour le cinéma de Hécate et Vagadu par Pierre Beuchot, avec Fanny Ardant, Hanna Schygulla et Robin Renucci.